# Сілвер-Пік (Невада)
Сілвер-Пік (англ. Silver Peak) — переписна місцевість (CDP) в США, в окрузі Есмералда штату Невада. Населення — 121 особа (2020).

## Географія
Сілвер-Пік розташований за координатами 37°45′28″ пн. ш. 117°38′19″ зх. д. / 37.75778° пн. ш. 117.63861° зх. д. (37.757758, -117.638650).  За даними Бюро перепису населення США в 2010 році переписна місцевість мала площу 2,56 км², уся площа — суходіл.

## Демографія
Згідно з переписом 2010 року, у переписній місцевості мешкало 107 осіб у 55 домогосподарствах у складі 28 родин. Густота населення становила 42 особи/км².  Було 133 помешкання (52/км²).
Расовий склад населення:
| - 92,5 % — білих - 0,9 % — корінних американців - 6,5 % — осіб інших рас |

До двох чи більше рас належало 0,0 %. Частка іспаномовних становила 5,6 % від усіх жителів.
За віковим діапазоном населення розподілялося таким чином: 14,0 % — особи молодші 18 років, 67,3 % — особи у віці 18—64 років, 18,7 % — особи у віці 65 років та старші. Медіана віку мешканця становила 51,2 року. На 100 осіб жіночої статі у переписній місцевості припадало 132,6 чоловіків;  на 100 жінок у віці від 18 років та старших — 130,0 чоловіків також старших 18 років.
Середній дохід на одне домашнє господарство  становив 79 231 долар США (медіана — 68 625), а середній дохід на одну сім'ю — 81 988 доларів (медіана — 69 625). 
Цивільне працевлаштоване населення становило 47 осіб. Основні галузі зайнятості: сільське господарство, лісництво, риболовля — 57,4 %, роздрібна торгівля — 17,0 %, інформація — 10,6 %, мистецтво, розваги та відпочинок — 8,5 %.